# Agneta Enckell
Agneta Birgitta Enckell, född 26 december 1957 i Helsingfors, är en finlandssvensk författare (poet).
Enckell debuterade 1983 med diktsamlingen Förvandlingar mot morgonen, följd av Rum; Berättelser (1987) och Falla (Eurydike) (1991). I de två sistnämnda verken behandlas relationen mellan manligt och kvinnligt språk och kontrasten tala/tiga. Falla nominerades till Finlandiapriset 1991. 1993 fick Enckell motta Lydia och Herman Erikssons stipendium, vilket utdelades av Svenska Akademien.
Ovanstående följdes av Åter (1995), Sitt ansiktes avtryck, eller stenens begär (1998), Poesi med andra ord (2003) och Innanför/utanför ((1+) 3 x 13 + (1+) 13) (eller 4 olika sätt att närma sig ett landskap -) (2005). Den sistnämnda nominerades till lyrikpriset Rundradions lyrikspris (2006).
2010 utkom Anteckningar (intill ett nordligt innanhav) (2010), för vilken Enckell tilldelades Gerard Bonniers lyrikpris. Nomineringen löd: "I en unik serie lyriska anteckningar från noga valda platser runt Östersjön lyckas Agneta Enckell omskriva ett annat slags innanhav, av mening och frånvaro. Hennes stil är knapp och kompromisslös: alltid nödvändig, ofta vacker. Det grafiska uttrycket är maximalt utnyttjat. Som få andra åskådliggör hon språkets gränser inför någonting dolt mitt ibland oss."

## Priser och utmärkelser
- 1993 – Lydia och Herman Erikssons stipendium
- 2011 – Gerard Bonniers lyrikpris för Anteckningar (intill ett nordligt innanhav)
- 2023 – Bellmanpriset